# Sociologia del diritto
La sociologia del diritto (o sociologia giuridica) studia il diritto come modalità d'azione sociale; e il rapporto tra il diritto e la società.
Attraverso i concetti, gli apparati teorici e i metodi di ricerca propri della sociologia, la sociologia del diritto indaga su come il diritto influenzi l'azione sociale e ne venga influenzato.
Si ritengono oggetto della sociologia del diritto:
- il sistema giuridico e i suoi rapporti con altri sistemi d'azione sociale;[4]
- il rapporto tra diritto, azioni e comportamenti, in particolare nella definizione della liceità o illiceità dell'azione;[5]
- il mutamento giuridico rispetto al mutamento sociale complessivo;[6]
- l'efficacia del diritto come strumento di controllo sociale;[7]
- l'efficacia (se funzionano) e l'effettività (se vengono applicate) delle norme;[8]
- l'efficacia delle sanzioni (istituzionali, ma anche sociali) nel prevenire e dissuadere i comportamenti devianti;[9]
- le singole istituzioni giuridiche nel loro contesto sociale (ad esempio il governo, la pubblica amministrazione, la famiglia, la proprietà, il sistema giudiziario);[10]
- i ruoli sociali degli operatori del diritto (giuristi, giudici, legislatori, avvocati, burocrati, poliziotti ecc.) e le rispettive organizzazioni;[11]
- l'opinione sociale nei confronti del diritto, il consenso o il dissenso rispetto alle norme giuridiche ed ai valori ad esse sottesi.[12]

Studi e ricerche di sociologia del diritto compaiono in alcuni contesti anche con altre denominazioni, come p. es., negli Stati Uniti, "Law and Society".

## Storia della disciplina
La sociologia del diritto ha radici antiche anche se è stata riconosciuta come disciplina di studio universitario solo recentemente, soprattutto dopo la seconda guerra mondiale. Limitandosi ai tempi moderni, si possono individuare fra i suoi precursori i giusnaturalisti dei secoli XVII e XVIII, critici del giusnaturalismo come Giambattista Vico e Montesquieu, giuristi come Friedrich Carl von Savigny e Jeremy Bentham: autori di concezioni opposte sul diritto, visto come produzione spontanea della società oppure come comando di un sovrano (Treves 1988, Maggioni 2012).
Fra Ottocento e Novecento la sociologia del diritto ha preso forma attraverso dottrine sociologiche, politiche e giuridiche. Fra le prime, emerge la figura di Émile Durkheim, che descrive il diritto come il “simbolo della solidarietà sociale”, enuncia una compiuta teoria delle sanzioni giuridiche, formula il concetto di anomia e analizza problemi sociali particolari, come il suicidio (Durkheim 1962, 1969). Su linee simili si pone anche il tedesco Ferdinand Tönnies, che collega due tipi di organizzazione sociale, la “comunità” (Gemeinschaft) e la “società” (Gesellschaft), a due forme di diritto, rispettivamente fondate sul costume e la religione ovvero sulla decisione politica (Tönnies 1963).
Fra le dottrine politiche, si stagliano le figure di Karl Marx (1975) e Friedrich Engels (1884), secondo cui il diritto dipende dal modo di produzione economica praticato in una società e rappresenta il diritto come una proiezione sovrastrutturale dei rapporti di produzione e del dominio di classe. Hanno rilievo anche le versioni riformistiche del socialismo, come quelle di Anton Menger (1894) e Karl Renner (1981), che vedono il diritto come strumento di mutamento sociale.
Fra le dottrine giuridiche, una visione sociologica del diritto emerge soprattutto dalle concezioni antiformalistiche, secondo cui il diritto emana dalla società e con essa si evolve continuamente. Centrale è la figura del tedesco Rudolf von Jhering, che nella fase matura della sua produzione rappresenta il diritto come strumento di lotta e d'azione sociale (Jhering 1960, 2014). Correnti analoghe si riscontrano anche in Italia, soprattutto con la Scuola positiva criminale, in Francia con figure come Léon Duguit (1950) e François Gény (1914-1924) e negli Stati Uniti con quei giuristi che segnalano la divaricazione fra “il diritto dei libri” (law in the books) e “il diritto in azione” (law in action) (Pound 1910, p. 12). In questa prospettiva il diritto viene spesso rappresentato come un'istituzione coincidente con l'organizzazione di qualsiasi gruppo sociale, secondo una visione pluralistica che dissocia gli ordinamenti giuridici dagli stati. Protagonisti del pluralismo giuridico moderno sono il polacco Leon Petrażycki, autore di una concezione che, altresì, cerca nella psicologia umana il fondamento primario della normatività (Petrażycki 1955), l'austriaco Eugen Ehrlich, cui si deve una delle prime opere qualificate come “sociologia del diritto” (Ehrlich 1976), il costituzionalista italiano Santi Romano (1977), autore di una teoria generale delle relazioni fra diritto e vita sociale, e il sociologo franco-russo Georges Gurvitch (1957), autore di una teoria sistematica dei rapporti giuridici e sociali. Muovendo da queste prospettive si perviene spesso – ma non necessariamente – a far confluire scienza del diritto e sociologia del diritto, e a praticare, più che una sociologia del diritto, una sociologia nel diritto o, con altra definizione, una giurisprudenza sociologica (Tarello 1974, Marra 2009).
Fondamentale e per certi versi fondativo per la sociologia del diritto e la stessa sociologia nella loro fase matura è il contributo del tedesco Max Weber, secondo cui la scienza sociologica è volta a comprendere il “senso” (Sinn) dell'azione sociale prima di poterla spiegare nel suo svolgersi. Tale senso si attinge riferendosi a schemi significativi di natura comunicativa come il linguaggio che, se socialmente condiviso, permette di intendersi e orientarsi. Tali schemi hanno natura “idealtipica” (Idealtypen) e guidano anche l'osservazione, permettendo di ricondurre i fenomeni osservati a pre-concepite categorie astratte. Anche il diritto si presenta come uno strumento che permette di comprendere e orientare l'azione sociale. Esso si caratterizza come un ordinamento considerato socialmente legittimo e sorretto dalla “possibilità di coercizione da parte di un apparato di uomini espressamente disposto a tale scopo” (Weber 1974, I, 31). Combinando fra loro le coppie razionalità/irrazionalità e formalità/materialità, Weber distingue quattro tipi ideali di diritto (materiale-irrazionale, formale-irrazionale, formale-razionale e materiale-razionale), a seconda di come nella società vengono assunte decisioni normative generali (legislazione) o particolari (giurisdizione) (Weber 1974, II, 16-17). Il diritto moderno assume caratteri di spiccata razionalità e formalità, che possono tuttavia condurlo ad ingabbiare la società in un reticolo di norme gestite burocraticamente, ostacolando il mutamento sociale. Questa concezione riconduce il diritto (almeno il diritto moderno) allo Stato, distingue la sociologia del diritto dalla scienza giuridica e può essere accostata, sia pure con rilevanti differenze, alla teoria formale del diritto di Hans Kelsen, il quale infatti criticò duramente le tesi di Ehrlich, pluralista e assertore di una coincidenza fra le due scienze (Ehrlich-Kelsen 1992).

## Sviluppi recenti della disciplina
Nel corso del Novecento la sociologia del diritto ha risentito degli sviluppi della sociologia, nella quale si distinguono due teorie cd. “macro” e due teorie cd. “micro” (Collins 1994) e si è altresì assistito, soprattutto in America, a una diffusione di ricerche empiriche “di medio raggio” – così definite dal sociologo americano Robert K. Merton (1970) – indirizzate a studiare sul terreno specifiche istituzioni sociali.
Nel solco dello struttural-funzionalismo sociologico, teoria “macro” che concepisce la società come un sistema complesso i cui elementi, o sottosistemi, contribuiscono alla stabilità del tutto, si è rappresentato il diritto come uno strumento “integrativo”, idoneo a “lubrificare” i meccanismi della struttura sociale, facilitando l'interazione sociale e riducendo il livello di conflittualità: così lo descrive T. Parsons (1983), massimo rappresentante di questa corrente di pensiero. In questo stesso solco, con cospicue innovazioni, si colloca Niklas Luhmann, autore di una teoria sociologica generale incentrata sulle prestazioni funzionali dei sistemi sociali, visti come strutture di comunicazione capaci di affrontare i problemi posti da un ambiente “complesso” e “contingente”, ove non tutte le aspettative sociali possono essere accolte e domina un senso di incertezza rispetto agli accadimenti futuri. Come sottosistema del sistema sociale, il diritto permette di operare selezioni fra opposte aspettative “normative” – quelle che gli attori sociali non abbandonano in caso di delusione – e di stabilizzare le contingenze, permettendo di calcolare i rischi dell'agire. Esso si orienta secondo il codice binario “lecito-illecito” e, pur ricevendo informazioni dall'ambiente esterno, le filtra in modo autoreferenziale e “autopoietico”, rispondendo soltanto a se stesso. Negli ultimi decenni del Novecento questa teoria ha incontrato grande successo (Luhmann 1977, 1983, 1990, 2013). Assonante con questa concezione, ma fondata su una visione aperta e non chiusa dei sistemi sociali, può dirsi quella di Lawrence M. Friedman, storico e sociologo del diritto americano, il quale vede nel sistema giuridico un meccanismo di allocazione di risorse scarse, che filtra input provenienti dalla società ed emette output capaci, a loro volta, di produrre mutamenti nelle relazioni sociali, a livello economico, politico e culturale (Friedman 1978).
Nel solco delle teorie sociologiche cosiddetta “del conflitto”, anch'esse concezioni “macro” derivanti ora dal marxismo, ora dall'elitismo democratico di autori come Vilfredo Pareto e Ralf Dahrendorf, il diritto è stato rappresentato come strumento non di integrazione, ma di controllo sociale verticale e discendente, attraverso il quale gruppi sociali privilegiati conquistano, mantengono o estendono la propria sfera di potere. In sociologia del diritto queste teorie hanno incontrato grande successo negli anni sessanta e settanta, per poi perdere rilevanza a fine novecento con la crisi del marxismo e riacquistarla gradualmente all'inizio del nuovo secolo, di fronte ai nuovi conflitti sociopolitici (Podgórecki 1991, Tomeo 2013).
Particolarmente rilevante è l'influenza delle teorie conflittualistiche nelle analisi socio-giuridiche del governo, della famiglia e, specialmente, del sistema di controllo penale, dove è anche decisiva l'influenza della micro-sociologia integrazionista sviluppatasi nell'America degli anni trenta. L'analisi “micro” delle relazioni sociali ha, infatti, condotto a descrivere i ruoli sociali come frutto di “etichettamento” (labelling) che vengono acquisiti e spesso subiti nel corso dell'interazione. In questa luce è rappresentato anche il diritto, che attribuisce “etichette”, per esempio di conforme o deviante, rispetto a parametri normativi anch'essi frutto di decisioni labelling (Baratta 1983, Melossi-Pavarini 1983, Melossi 2002).
Anche la teoria “micro” della cd. “scelta razionale” ha trovato eco in sociologia del diritto attraverso studi che rappresentano il diritto come un gioco, tendenzialmente “a somma zero”, regolato da norme che, a seconda degli autori, vengono rappresentate come rigide, costitutive del gioco stesso, oppure elastiche e dipendenti dalle scelte strategiche dei giocatori, quindi sempre aperte secondo quella che è stata efficacemente descritta come una “dialettica senza sintesi” (Van de Kerchove-Ost 1995).
Al livello del cd. “medio raggio”, dopo la fine della seconda guerra mondiale si sono moltiplicate nei più diversi Paesi (Ferrari, ed., 1990) riflessioni teoriche e ricerche empiriche su una moltitudine di istituti giuridici, sollecitate spesso dalle associazioni e istituzioni di sociologia del diritto che nascevano, come il Research Committee on Sociology of Law dell'International Sociological Association, la Law and Society Association , la giapponese Hoshakaigaku, il Centro nazionale di prevenzione e difesa sociale , e, dal 1989, l'International Institute for the Sociology of Law  (Oñati, Guipuzkoa, Spagna), che organizza master, convegni e seminari, ospitando anche la più grande biblioteca specializzata nella disciplina. Queste indagini si sono concentrate, fino agli anni ‘70-‘80, soprattutto su temi come l'efficacia del diritto, gli effetti spesso “perversi” della legislazione, l'opinione pubblica sul diritto, i ruoli professionali ad esso collegati, soprattutto quello del giudice. Negli anni ‘90 hanno preso il sopravvento temi legati all'attualità in forte cambiamento, come la crisi dello stato, della sovranità, della legislazione e dei sistemi giudiziari, i metodi alternativi di trattamento dei conflitti, la moltiplicazione delle fonti del diritto, la governance, la globalizzazione, le migrazioni, gli scontri culturali e, soprattutto, i diritti umani con particolare riferimento alle questioni di genere e alle minoranze etniche e culturali. Stabili nel tempo altri argomenti come l'evoluzione sociale della famiglia.
Raccogliendo gli impulsi derivanti da questa cospicua produzione, l'odierna sociologia del diritto tende ad accogliere, a livello teorico, una visione neo-pluralistica del diritto, che vede gli esseri umani avvolti in una rete sconfinata di relazioni giuridiche e simultaneamente partecipi di vari ordinamenti a seconda delle loro singole azioni e relazioni.
Nella seconda metà del Novecento la sociologia del diritto ha avuto un forte radicamento nelle università, ora ridotto in Europa e negli Usa a causa della crisi economica, e invece in crescita in altri ambienti, come l'America latina e l'India.